# Nikita (série télévisée, 2010)
Pour les articles homonymes, voir Nikita.
Pour la série télévisée des années 1990-2000, voir Nikita (série télévisée, 1997).
Nikita est une série télévisée américaine en 73 épisodes de 42 minutes, développée par Craig Silverstein et diffusée entre le 9 septembre 2010 et le 27 décembre 2013 sur The CW et en simultané au Canada sur /A\ / CTV Two.
Il s'agit d'une adaptation du film français éponyme de Luc Besson, sorti en 1990. Néanmoins, elle intègre également des éléments du remake américain, Nom de code : Nina (1993), ainsi que de la précédente adaptation télévisée du film, La Femme Nikita (1997-2001).
En Belgique, la série a été diffusée entre le 25 juin 2011 et le 5 juillet 2015 sur La Deux et au Québec, elle a été diffusée entre le 13 septembre 2011 et le 18 août 2014 sur Ztélé. En France, la première saison a été diffusée entre le 4 janvier et le 14 mars 2012 sur TF1, puis la diffusion s'est poursuivie intégralement sur TF6 entre le 1er avril 2013 et le 21 juin 2014.

## Synopsis
La Division est une agence gouvernementale ultra-secrète dont les membres sont recrutés parmi des jeunes gens isolés, n'ayant plus aucun lien avec leur famille, leurs amis ou la société en général, qui souvent ont eu un passé difficile. Ils sont entraînés pour devenir des assassins invisibles. Personne ne peut quitter la Division en vie. Ou du moins personne n'avait réussi jusqu'alors, à l'exception de Nikita, une agent ultra entraînée et ultra performante, qui était l'une des meilleures recrues de la Division. Elle s'est échappée pour venger la mort de son fiancé Daniel, assassiné par les tueurs de l'organisation, avec pour objectif de démanteler l'organisation, à présent corrompue et se livrant à des missions de mercenaires. Mais face à cette jeune femme qui a toujours un coup d'avance, l'organisation possède des agents tout aussi déterminés à l'arrêter…

### Accroche
« Il y a six ans, j'ai été sortie de prison et une unité secrète du gouvernement m'a forcée à devenir une assassin, la Division, spécialisée dans les opérations clandestines et qui est maintenant devenue incontrôlable. Ils ont détruit mon identité, ils ont éliminé l'homme que j'aimais. Alors je me suis enfuie. Depuis, l'homme qui m'a recrutée et formée, en qui j'avais confiance, me traque. Ce que la Division ne soupçonne pas , c'est que j'ai une alliée à l'intérieur, Alex, une nouvelle recrue au passé sombre. Je l'ai secrètement entraînée à leur résister. Ensemble, nous allons détruire la Division mission par mission. Le dernier mot qu'ils prononceront avant de mourir sera mon nom… »

## Distribution

### Acteurs principaux
- Maggie Q (VF : Yumi Fujimori) : Nikita Mears
- Lyndsy Fonseca (VF : Julia Vaidis-Bogard) : Alexandra « Alex » Udinov
- Shane West (VF : Gilles Morvan) : Michael Bishop
- Melinda Clarke (VF : Dominique Westberg) : Helen « Amanda » Collins
- Aaron Stanford (VF : Quentin Baillot) : Seymour Birkhoff
- Xander Berkeley (VF : Stefan Godin) : Percival « Percy » Rose (saisons 1 et 2, invité saison 4)
- Ashton Holmes (VF : Jean-Christophe Dollé) : Thom (saison 1)
- Tiffany Hines (VF : Célia Rosich) : Jaden (saison 1)
- Dillon Casey (VF : Laurent Orry) : Sean Pierce (saisons 2 et 3)
- Noah Bean (VF : Denis Laustriat) : Ryan Fletcher (saisons 3 et 4, récurrent saisons 1 et 2)
- Devon Sawa (VF : Adrien Antoine) : Owen Elliot / Sam Matthews (saisons 3 et 4, récurrent saisons 1 et 2)

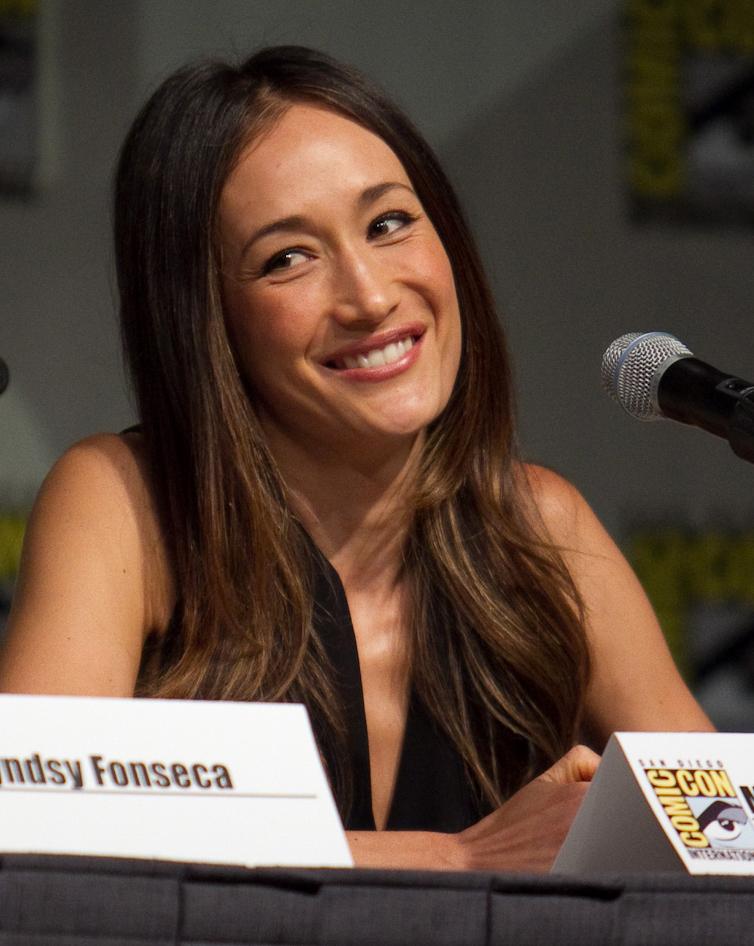
Maggie Q interprète Nikita Mears.
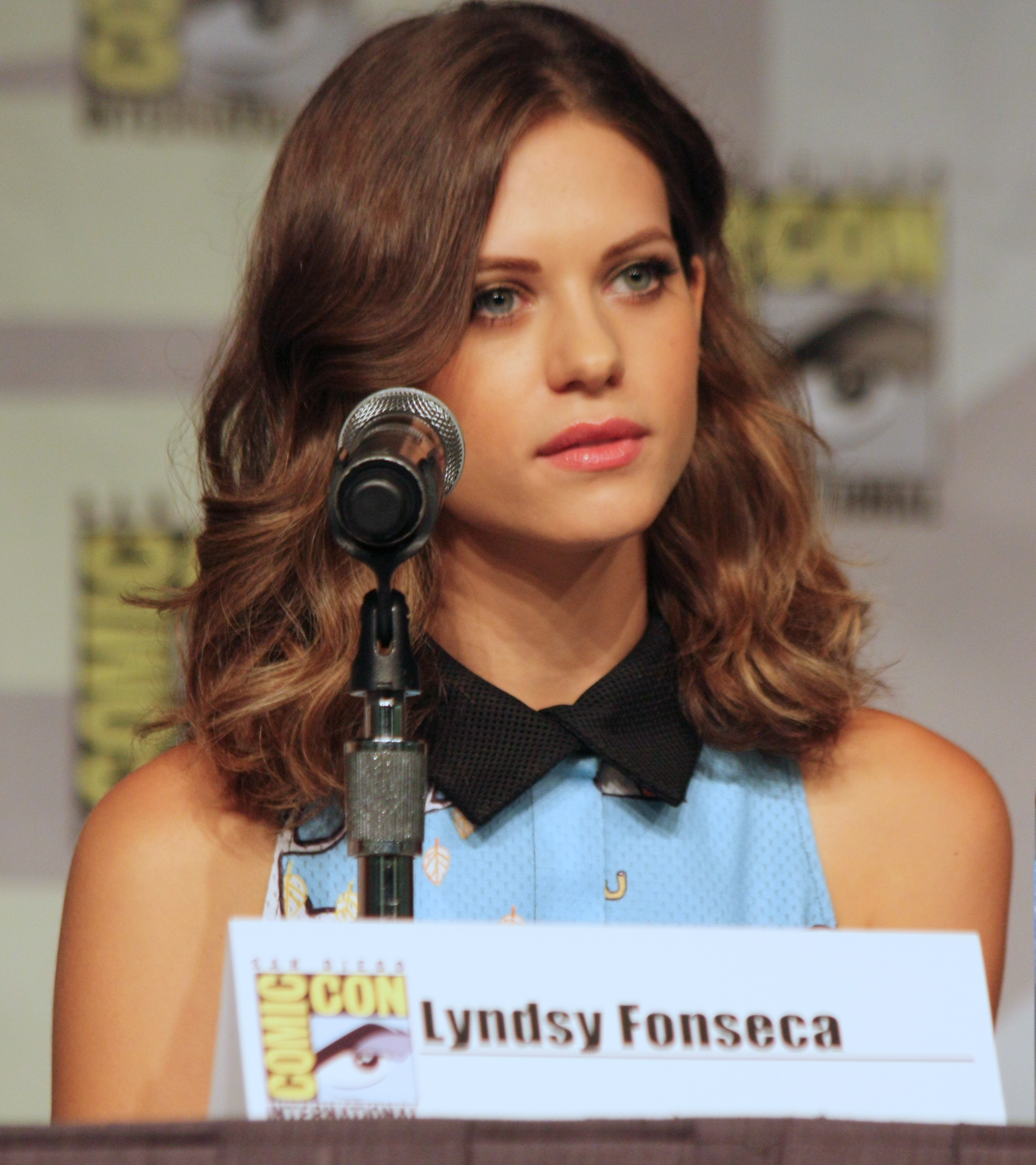
Lyndsy Fonseca interprète Alexandra « Alex » Udinov.
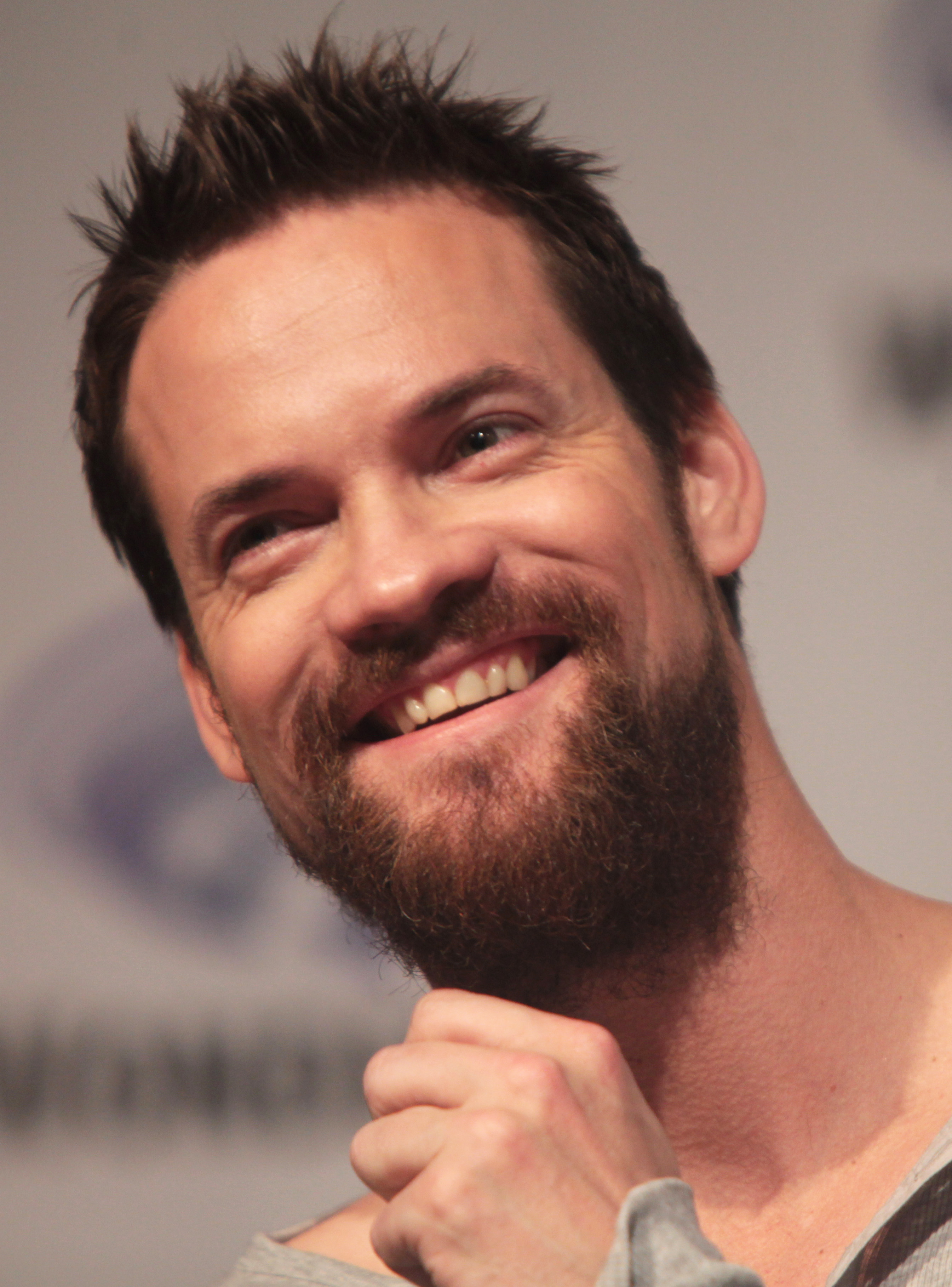
Shane West interprète Michael Bishop.
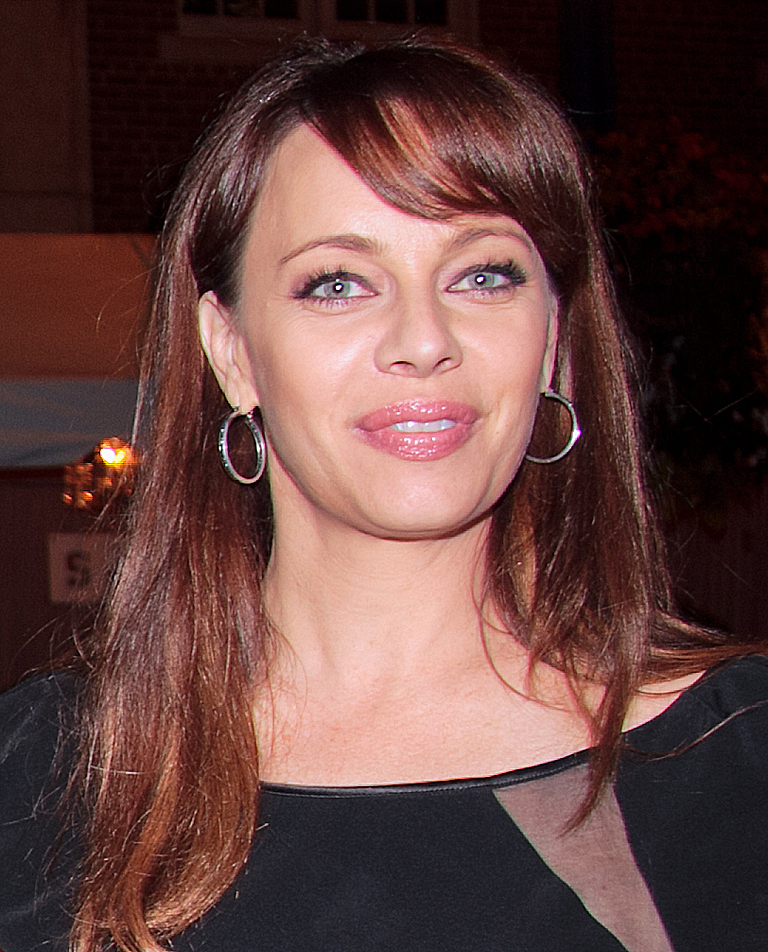
Melinda Clarke interprète Helen « Amanda » Collins.
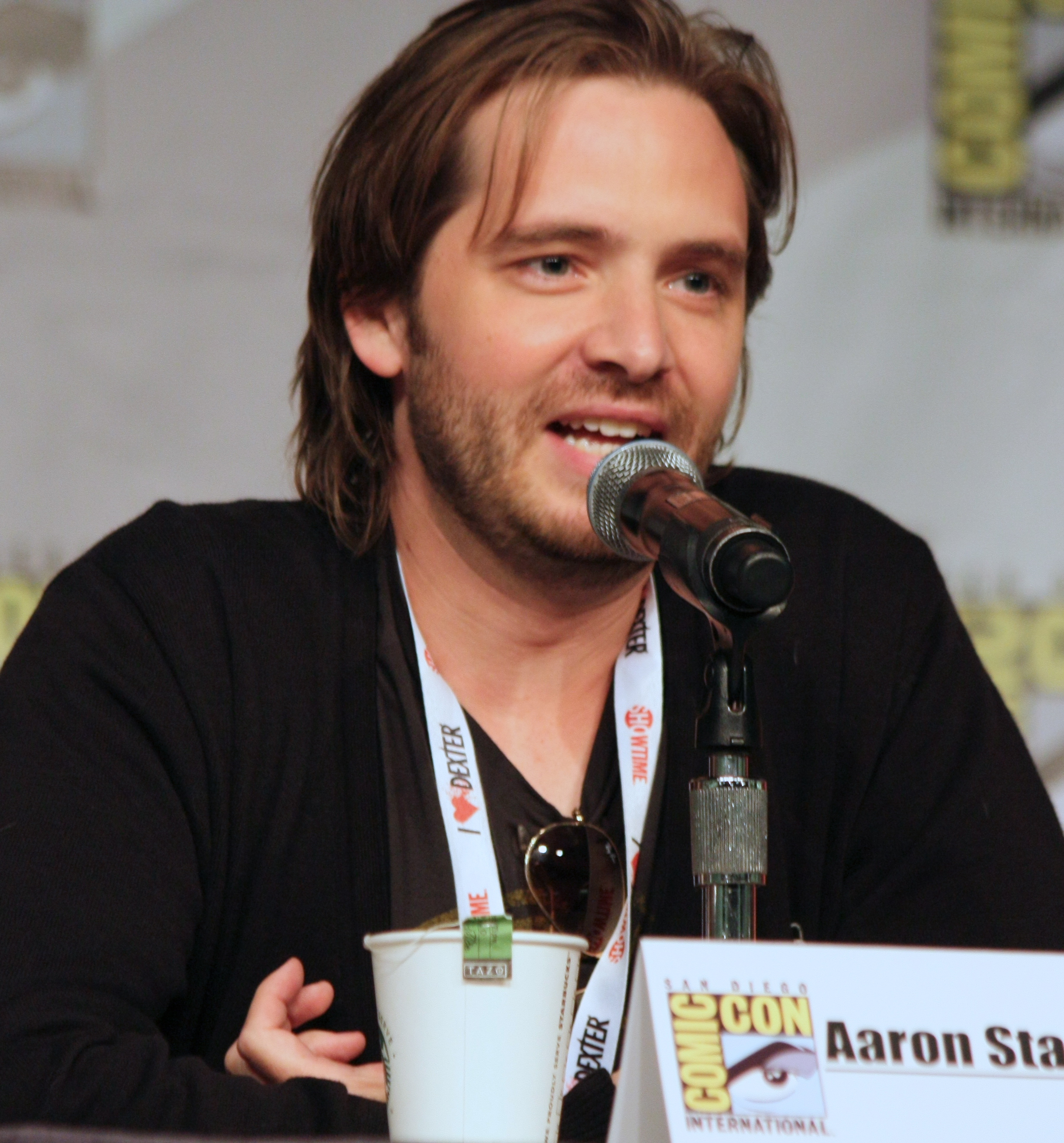
Aaron Stanford interprète Seymour Birkhoff.
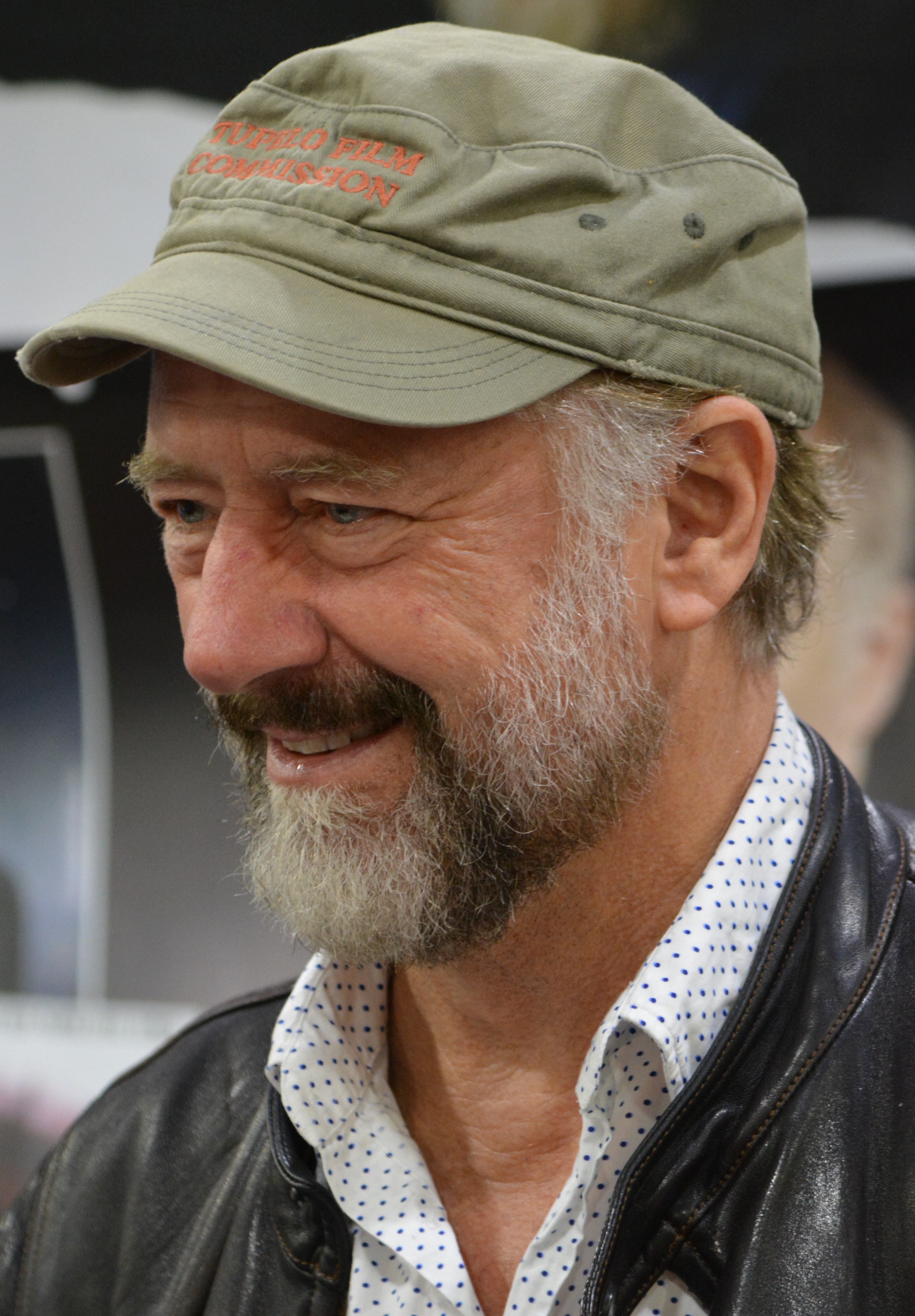
Xander Berkeley interprète Percy.
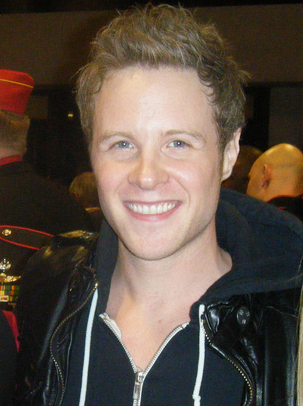
Ashton Holmes interprète Thom.
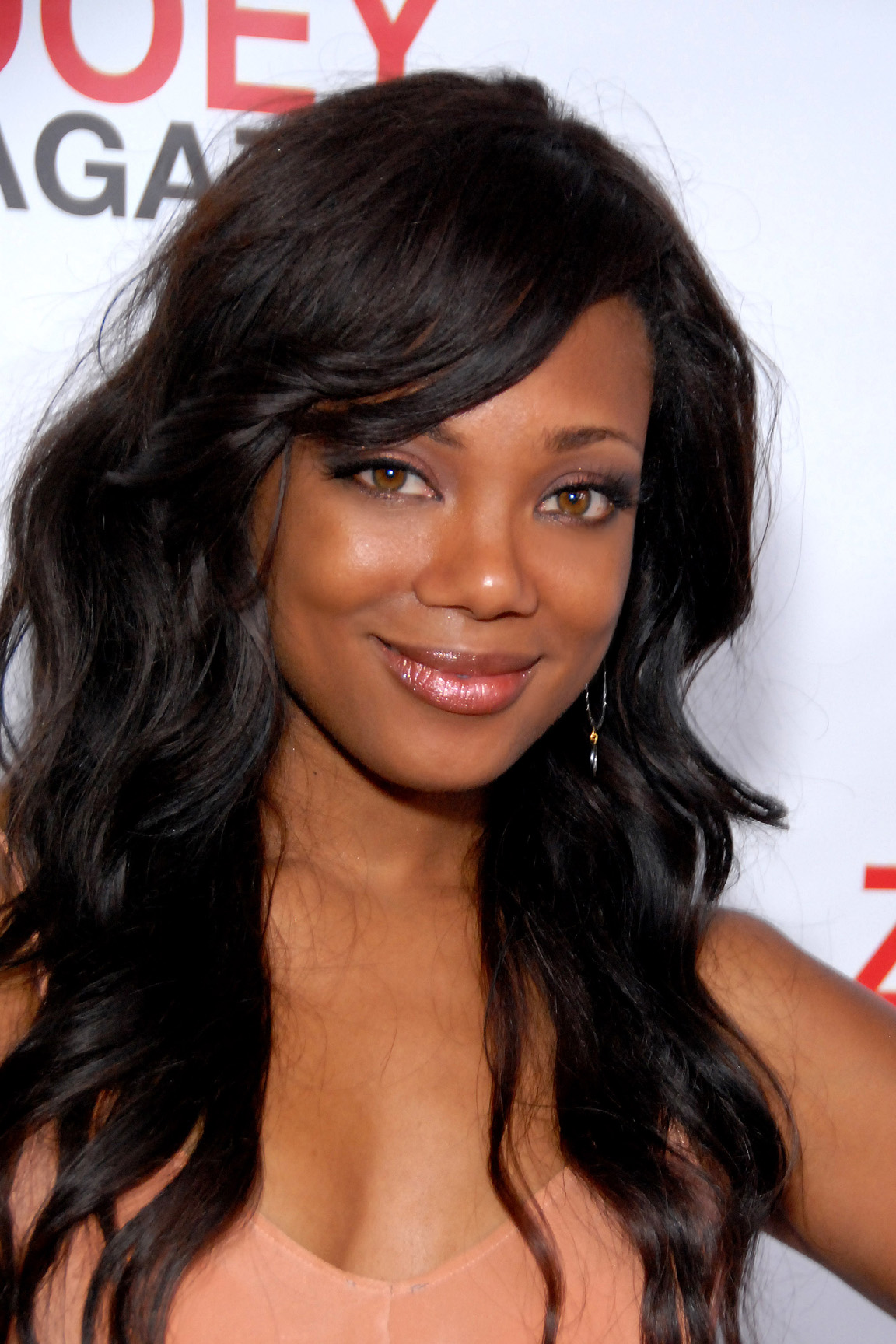
Tiffany Hines interprète Jaden.
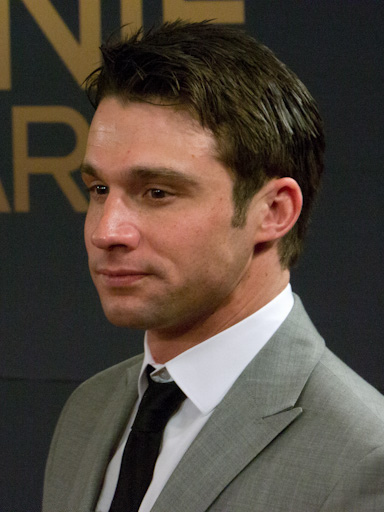
Dillon Casey interprète Sean Pierce.
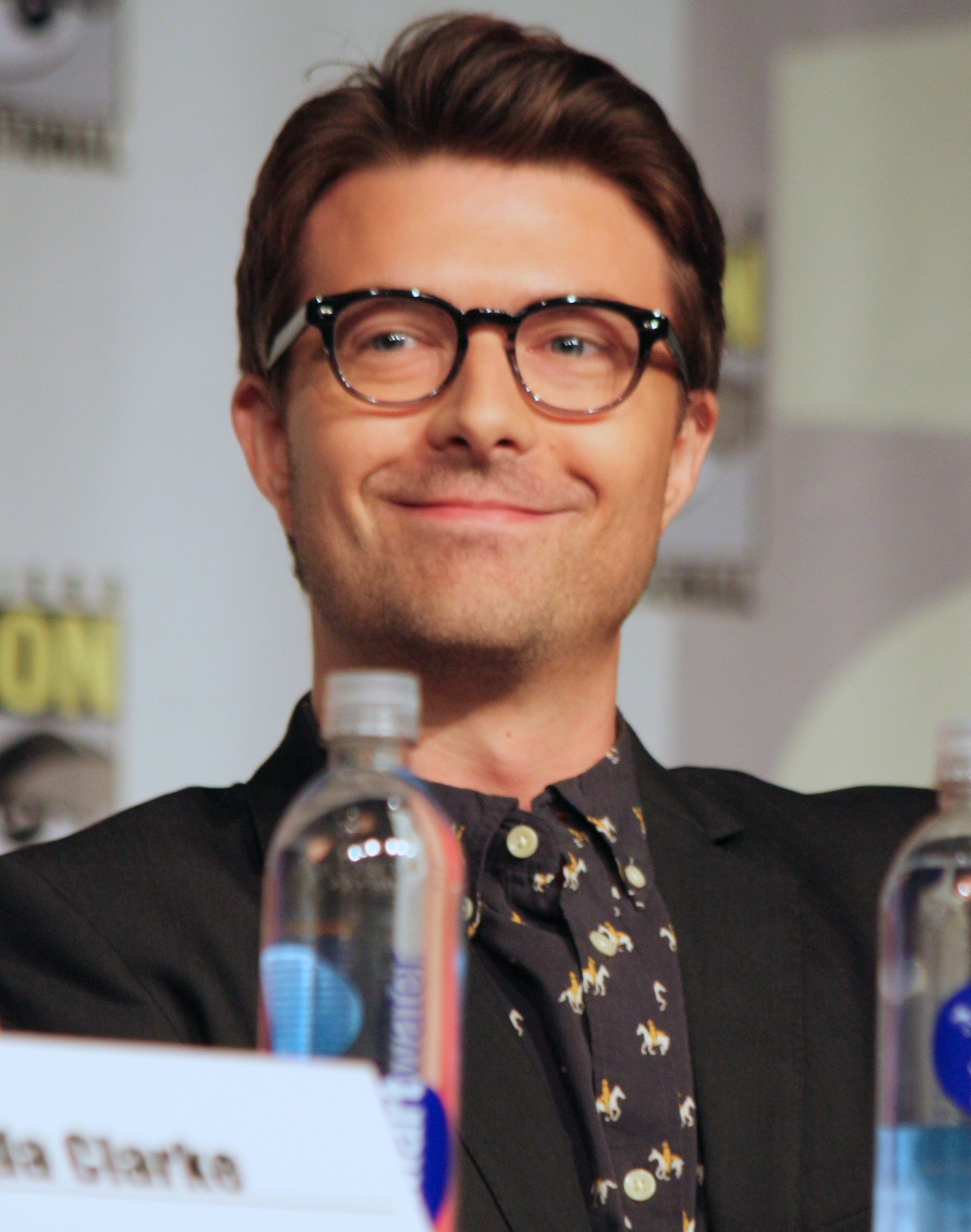
Noah Bean interprète Ryan Fletcher.
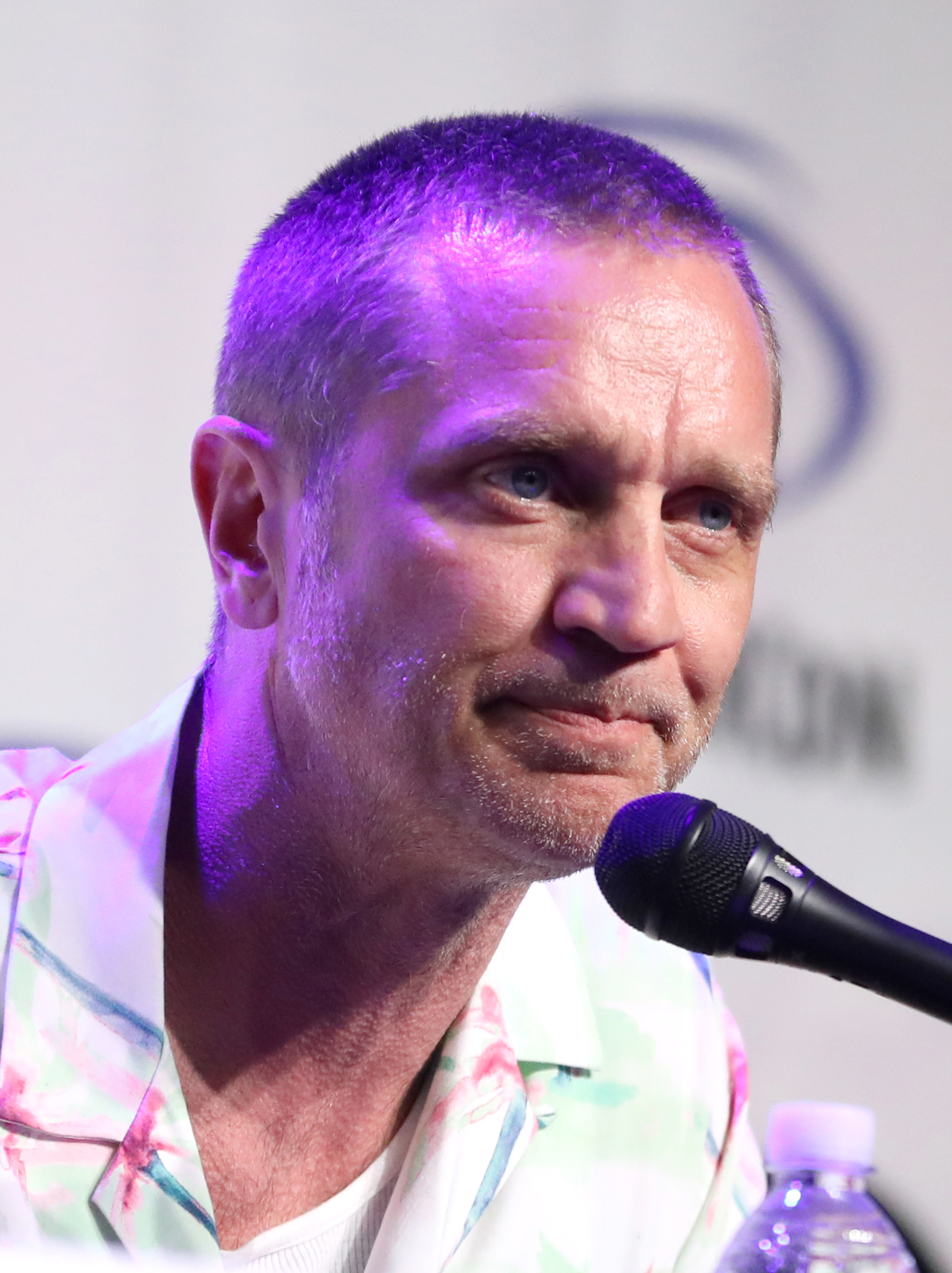
Devon Sawa interprète Owen Elliot.

### Acteurs récurrents
Introduits en saison 1
- Peter Outerbridge (VF : Éric Legrand) : Ari Tasarov (saisons 1 à 3)
- Rob Stewart (VF : Laurent Larcher) : Roan (saisons 1 et 2)
- Alberta Watson (VF : Frédérique Cantrel) : Madeline Pierce (saison 2, invitée saison 1)
- Eliana Jones (en) (VF : Colette Natrella) : « Alex » Udinov jeune (saison 2, invitée saison 1)
- Vieslav Krystyan (VF : Jean Barney) : Nikolai Udinov (saison 1, invité saison 2)
- Thad Luckinbill (VF : Benjamin Egner) : Nathan Colville (saison 1)

Introduits en saison 2
- Lyndie Greenwood (VF : Jocelyne Nzunga) : Sonya (saisons 2 à 4)
- Michelle Nolden (VF : Elsa Lepoivre) : Kathleen Spencer (saisons 2 à 4)
- David S. Lee : Phillip Jones (saisons 2 et 4, invité saison 3)
- Peter J. Lucas (en) (VF : Patrick Borg) : Sergei Semak (saison 2)
- Helena Mattsson (VF : Barbara Delsol) : Cassandra Ovechkin (saison 2)
- Illarion Unhuryan (VF : Jean-Michel Fête) : Max Ovechkin (saison 2)
- William DeVry (en) (VF : Éric Herson-Macarel) : Patrick Miller (saison 2)
- Sarah Clarke (VF : Rafaèle Moutier) : Katya Udinov (saison 2)
- Erica Gimpel (VF : Maïk Darah) : Carla Bennett (saison 2)
- Lisa Berry (VF : Laura Zichy) : Harriet Jennings (saison 2)
- Brian Howe (VF : Bernard Alane) : Morgan Kendrick (saison 2)

Introduits en saison 3
- Sarah Allen (en) (VF : Claire Morin) : Anne (saison 3)
- Richard T. Jones (VF : Jean-Paul Pitolin) : Evan Danforth (saison 3)
- Samy Osman (VF : Emmanuel Lemire) : Sammy (saison 3)
- Chad Connell (en) (VF : Romain Lemire) : Chris (saison 3)
- Jessica Camacho (VF : Olivia Nicosia) : Rachel (saison 3)

Version française
- - Société de doublage : TVS[5]
  - Direction artistique : Christèle Wurmser
  - Adaptation des dialogues : Philippe Lebeau, Caroline Lecoq et Flaminio Corcos

 Source et légende : version française (VF) sur RS Doublage et Doublage Séries Database

## Production

### Développement
Le pilote a été commandé à la fin janvier 2010 au réalisateur Danny Cannon. Le casting a débuté à la mi-février 2010, dans cet ordre : Maggie Q, Shane West, Melinda Clarke et Aaron Stanford, Lyndsy Fonseca, Xander Berkeley, Tiffany Hines et Sebastien Roberts.
Le 18 mai 2010, The CW commande la série et, deux jours plus tard, place la série dans la case du jeudi à 21 h à l'automne.
Satisfaite des audiences, The CW commande en octobre neuf épisodes supplémentaires, portant la saison à 22 épisodes. Dans l'épisode 1.14 (Osée Joséphine), lors d'un flashback de Nikita, on apprend que celle-ci a porté le nom de code Joséphine lors d'une mission. Ce nom de code était celui de Nikita dans la série La Femme Nikita lors de toutes ses missions, ainsi que dans le film Nikita de Luc Besson.
Pour la finale de la saison, la production engage Alberta Watson, qui a joué dans la version canadienne de la série. À l'époque, elle tenait le rôle de Madeline (un rôle équivalent à celui d'Amanda au sein de la Division). Elle joue ici le rôle du sénateur Madeline Pierce, et porte ainsi le même prénom que dans La Femme Nikita.
Le 17 mai 2011, la série est renouvelée pour une deuxième saison de 23 épisodes et est transférée de la case du jeudi à celle du vendredi. Dillon Casey décroche alors un rôle récurrent, devenu régulier.
Le 11 mai 2012, la série a été renouvelée pour une troisième saison de 22 épisodes. Pour cette troisième saison, Noah Bean et Devon Sawa sont promus à la distribution principale. Le 10 mai 2013, la série a été renouvelée pour une quatrième et ultime saison de six épisodes.

### Tournage
La série a été tournée à Toronto au Canada.

### Fiche technique
- Titre original et français : Nikita
- Développement : Craig Silverstein
- Scénario : D'après le film Nikita de Luc Besson
- Direction artistique : Peter Grundy
- Décors : Carolyn Loucks puis Ian Wheatley
- Costumes : Barbara Somerville
- Photographie : Rene Ohashi et Glen Keenan
- Musique : David E. Russo
- Casting : Rebecca Mangieri, Wendy Weidman, Jessie Disla, Carrie Audino et Laura Schiff
- Production : Marc David Alpert, Albert Kim et Andrew Colville
- Producteur exécutif : Danny Cannon, McG, Craig Silverstein, Juan Carlos Coto, David Levinson et Peter Johnson
- Sociétés de production : Sesfonstein Productions, Wonderland Sound and Vision, Nikita Films et Warner Bros. Television
- Sociétés de distribution : 
  -  États-Unis : The CW (télévision) ; Warner Bros. Television (globale) ; Warner Home Video (vidéo)
  -  France : Warner Bros. France (globale) ; Warner Home Video (vidéo)
- Pays d'origine :  États-Unis
- Langue originale : anglais
- Format : couleur - 1,78:1 - son Dolby Digital
- Genre : Série d'action, d'aventure et d'espionnage
- Durée : 42 minutes

 Sauf indication contraire, les informations mentionnées dans cette section peuvent être confirmées par la base de données cinématographiques IMDb,  présente dans la section « Liens externes ».

## Épisodes

### Première saison (2010-2011)
La première saison de 22 épisodes a été diffusée du 9 septembre 2010 au 12 mai 2011 sur The CW.
1. Femmes fatales (Pilot)
2. La Première épreuve (2.0)
3. La Femme à abattre (Kill Jill)
4. Réminiscences (Rough Trade)
5. Le Gardien (The Guardian)
6. Résistances (Resistance)
7. Le Pion (The Recruit)
8. L'Antidote (Phoenix)
9. L'Ennemi de mon ennemi (One Way)
10. L'Ingénieur (Dark Matter)
11. De sang froid (All the Way)
12. Liberté surveillée (Free)
13. Le Fait du prince (Coup de Grace)
14. Osée Joséphine (The Next Seduction)
15. Alexandra (Alexandra)
16. Passé, présent, futur (Echoes)
17. Donnant donnant (Covenants)
18. Noirs secrets (Into the Dark)
19. Tout ce qui brille… (Girl's Best Friend)
20. Libertés fragiles (Glass Houses)
21. Échec et mat (Betrayals)
22. La Boîte de Pandore (Pandora)

### Deuxième saison (2011-2012)
Composée de 23 épisodes, elle a été diffusée du 23 septembre 2011 au 18 mai 2012 sur The CW.
1. Nouvelle donne (Game Change)
2. Les Marionnettes (Falling Ash)
3. L'Homme de fer (Knightfall)
4. Laissée pour compte (Partners)
5. La Première dame (Looking Glass)
6. Test de paternité (343 Walnut Lane)
7. Meurtres à la hausse (Clawback)
8. L'Appel de Londres (London Calling)
9. Sauver Birkhoff (Fair Trade)
10. Dangereuses alliances (Guardians)
11. Le Berceau des illusions (Pale Fire)
12. Divisions (Sanctuary)
13. Opération Clean Sweep (Clean Sweep)
14. Le Programme (Rogue)
15. Aux origines (Origins)
16. Union et décision (Double Cross)
17. L'Effet papillon (Arising)
18. La Roue tourne (Power)
19. Un mal pour un mal (Wrath)
20. Signé Shadow Walker (Shadow Walker)
21. Cœur de cible (Dead Drop)
22. La Meilleure défense… (Crossbow)
23. … C'est l'attaque (Homecoming)

### Troisième saison (2012-2013)
Composée de 22 épisodes, elle a été diffusée du 19 octobre 2012 au 17 mai 2013.
1. Hong Kong connexion (3.0)
2. Loin des siens (Innocence)
3. La Troisième vague (True Believer)
4. Menaces mortelles (Consequences)
5. Duel présidentiel (The Sword's Edge)
6. Jeux de guerre (Sideswipe)
7. L'Observateur (Intersection)
8. Sans laisser de trace (Aftermath)
9. Instincts de survie (Survival Instincts)
10. Une main de maître (Brave New World)
11. L'Ultime solution (Black Badge)
12. Jouer avec le feu (With Fire)
13. Face à face (Reunion)
14. Double code (The Life We've Chosen)
15. L'Autre division (Inevitability)
16. Le Point de basculement (Tipping Point)
17. Bas les masques (Masks)
18. Dans la peau d'Amanda (Broken Home)
19. Autodestructions (Self-Destruct)
20. Vente aux enchères (High-Value Target)
21. La Main invisible (Invisible Hand)
22. Jusqu'à ce que la mort nous sépare (Til Death Do Us Part)

### Quatrième saison (2013)
Composée de six épisodes, elle a été diffusée du 22 novembre au 27 décembre 2013.
1. La Traque (Wanted)
2. Copies conformes (Dead or Alive)
3. Derrière l'écran (Set-Up)
4. Si près du but (Pay-off)
5. Seule face au monde (Bubble)
6. Ensemble jusqu'à la fin (Canceled)

## L'univers de la série

### La Division
C'est un programme créé à l'origine par Carla Bennett dans le but d'aider des personnes condamnées par la justice. Le programme leur évitait la prison ou la mort pour leur offrir une seconde chance, et leur offrait la possibilité de devenir des soldats au service de leur pays. L'idée de Carla était d'en faire des héros.
Tout a commencé avec Carla et Percy dans un petit local du gouvernement. La Division s'est avérée être un succès et Percy a voulu agrandir la structure. Pour cela, de plus gros financements ont été nécessaires et Oversight est entré en jeu, mais la Division a alors basculé peu à peu dans l'illégalité. De plus, la structure devenant plus grande, Percy a décidé d'associer une 3e personne à lui et Carla : Amanda, une psychopathe conspiratrice experte dans les manipulations psychologiques. Rapidement, elle a évincé Carla et cherché à la faire tuer, car cette dernière possédait des informations compromettantes à son sujet. Après le départ de Carla, la Division a été gérée d'une main de fer par Percy et Amanda, devenue son bras-droit et s'occupant de la manipulation psychologique des agents.
L'organisation est devenue de plus en plus corrompue. Ce qui au départ était une arme, au service de son pays, est alors devenu un ennemi mortel et intouchable. En effet, Percy s'est assuré une police d'assurance : un listing de toutes les opérations de la Division approuvées par le gouvernement et sauvegardées sur plusieurs disques durs : les boites noires. Au fil des années, la Division a de plus en plus grandi en recrutant de nouveaux agents potentiels et en éliminant les plus obsolètes. Ainsi, une fois rentré dans la Division, il n'est plus question d'en sortir. De fait, Nikita a réussi ce qu'aucun agent n'avait fait : s'échapper de la Division après le meurtre de son fiancé par l'agence. Au fil des épisodes elle gagne plusieurs alliés dans la division pour accomplir cette tâche : Alex, Michael, Birkhoff, Owen, Ryan…
Il existe une certaine hiérarchie au sein de la Division :
- La direction : C'est la tête de l'agence, elle prend les décisions les plus importantes telles que l'élimination de certaines recrues, le choix des missions… Au commandes de la Division se trouve Percy dans un premier temps puis Amanda après l'éviction de Percy.
- La psychologue : Poste occupé par Amanda du temps de Percy, c'est le statut le plus élevé après la direction. Le but de cette branche est ici de mettre à l'aise les nouvelles recrues, de déterminer leur faiblesses pour mieux y faire face, et surtout de connaître leurs secrets… Avec tout ce qu'Amanda apprend sur les recrues elle peut ainsi recommander leur élimination.
- Agent de la Division : Ce grade est le plus haut qu'une recrue puisse obtenir. Un agent remplit un certain nombre de missions pour l'agence. En dehors de ces missions, il jouit d'une certaine liberté. Il vit à l'extérieur de la Division, et peut donc avoir un semblant de vie, même si l'attachement à une personne extérieure à l'agence peut être dangereux. Il existe plusieurs types d'agents :
  - Les plus anciens et plus hauts gradés (tels que Michael) : ils possèdent une certaine autorité sur les recrues et les agents plus jeunes.
  - Les nettoyeurs comme Roan : ils sont chargés de nettoyer les traces laissées par la Division. Ils peuvent être amenés à maquiller des meurtres comme accidents par exemple.
  - Les faucheurs : c'est une poignée d'agents chargés d'éliminer des recrues indésirables, des agents exposés ou des personnes trop proches de la Division. Owen a été l'un d'entre eux. C'est dans ce contexte qu'il a tué le fiancé de Nikita, Daniel.
  - Les gardiens : c'est une autre poignée d'agents sur-entrainés et chargés de protéger les secrets de Percy contenus dans les boites noires. Ces agents sont soumis au « Regime » : il s'agit d'un assortiment de pilules qui leur permettent d’améliorer leurs capacités physiques. Il existe 8 gardiens, dont Owen, Patrick Miller et Dana Winters.
  - Les techniciens : ils gèrent la structure qu'est la Division du point de vue informatique. Birkhoff est d'ailleurs le meilleur de tous. Après son départ de la Division, son poste est occupé par Sonya.
- Les recrues : c'est le bas de la chaine alimentaire, ce sont des criminels condamnés à mort ou à la prison. Ils en sont sortis par l'agence qui les transforme en soldats prêts à tuer pour elle. Parmi les recrues, on peut citer Alex, Jaden et Thom qui ont tous trois accédés au statut d'agent à un moment donné. La situation de recrue est la plus précaire. En effet s'ils ne font pas leurs preuves, leur élimination peut être demandée. Cela a été le cas de Sara (Saison 1 Épisode 7 : Le pion) qui ne doit sa vie qu'à l'intervention de Nikita.

### Oversight
Il s'agit d'une organisation finançant la Division et donc les missions peu légales qu'elle réalise. Percy est progressivement parvenu à s'émanciper secrètement de leur autorité grâce aux boîtes noires. Elle se compose de 6 membres désignés par des noms de code :
- amiral Bruce Winnick (Harris Yulin) : Son nom de code est Hades, il s'agit d'un des membres les plus influents de l'alliance ;
- sénateur Madeline Pierce (Alberta Watson) : Son nom de code est Gemini, elle est la seule femme d'Oversight mais néanmoins elle a beaucoup de pouvoir. Elle réussit à imposer son fils Sean au sein de la Division ;
- chef d'état major Edward Adams (Ron White) : son nom de code est Ares ;
- Jonathan Gaines (Matthew Glave) : son nom de code est Midas ;
- Roger Trenton (David Collins): son nom de code est Atlas ;
- Phillip Ramsey (Dan Lett) : son nom de code est Chronos.

### Gogol
C'est l'équivalent russe de la Division. Le Gogol est une organisation spécialisée dans l'espionnage. Elle a été créée dans le seul but de protéger Zetrov, l'entreprise familiale des Udinov. Nikolaï Udinov est celui qui a instruit sa création. Elle est actuellement dirigée par Ari Tasarov (Peter Outerbridge). Après la mort de Sergei Semak, le Gogol n'est plus une agence de mercenaires mais est devenu un réseau d'informations qui fut utilisé par le nouveau président de Zetrov Ilya Levkin.

### Zetrov
Grande entreprise russe érigée par Nikolaï Udinov et héritage légal de sa fille Alex. Son nom actuel est d'ailleurs un choix de cette dernière. Sergeï Semak (Peter J. Lucas), le meilleur ami de Nikolaï et son bras droit, a organisé l'assassinat de la famille Udinov avec l'aide de la Division pour mettre la main sur cet empire. En réalité, seul Nikolaï a péri dans l'attaque, Alex ayant été sauvée par Nikita et Katya Udinov (la mère d'Alex) par Sergeï Semak lui-même, ayant été son amant.

### La Main Invisible / Les Shops / Le Groupe
C'est une organisation criminelle spécialisée dans la construction de nouvelles technologies spécialisés dans l'espionnage, les armes bactériologiques, les armes nucléaires… Elle est dirigée par 8 personnes qui furent aussi des présidents ou directeurs, ou qui dirigent de grandes multinationales ou de sociétés militaires privés. Comme le dit Philip Jones, son but est de rester invisible aux yeux du monde.
Les bases de cette organisation sont réparties dans le monde. Les multinationales des 8 dirigeants servent à couvrir leurs activités illégales. Elle recrute également des criminels et en fait des doubles de personnes influentes sur la planète comme le président des États-Unis. Ils ont 54 doubles partout dans le monde qui occupent des postes importants et servent ainsi les intérêts du groupe.
Cette organisation a utilisé les agents de La Division comme cobayes pour développer des technologies ou des instruments pour tuer sans laisser la moindre trace. Quand La Division fut détruite, les dirigeants se sont rabattus sur des enfants capturés dans les pays les plus démunis comme nouveaux cobayes.
La mission de cette organisation est de dominer le monde par la force et grâce au chaos qu'elle répand sur Terre. Ils ont failli déclencher la Troisième Guerre mondiale en montant les États-Unis et le Pakistan l'un contre l'autre, mais Nikita et ses amis ont libéré la présidente des États-Unis et détruit à Dubaï le centre de lancement de missiles nucléaires destinés à détruire les plus grandes villes du monde, coupant ainsi court à leur projet.
Malheureusement, l'organisation n'est pas dissoute et seulement un des 8 chefs a été capturé. L'organisation est restée opérationnelle jusqu'à ce que Ryan Fletcher découvre la vérité, mais il est mort en tentant de leur échapper. Avec l'aide de ses amis et de l'armée américaine, Nikita réussit à capturer les derniers chefs de la Main Invisible, à éliminer les 54 doubles aux services de l'organisation et à capturer Amanda, qui fut incarcérée dans une prison fédérale de haute surveillance.
En définitive, la plus grande erreur de l'organisation a été de recruter Amanda, qui était obsédée par l'idée d'éliminer Nikita, ce qui a finalement causée la perte et la dissolution de la Main Invisible et l'incarcération des 8 Grands Dirigeants.

## Accueil

### Audiences
| Saisons | Diffusion                                                        | Nombre d'épisodes | Lancement         | Lancement                  | Final            | Final                      | Téléspectateurs (moyenne, en millions) |
| Saisons | Diffusion                                                        | Nombre d'épisodes | Date              | Téléspectateurs (millions) | Date             | Téléspectateurs (millions) | Téléspectateurs (moyenne, en millions) |
| ------- | ---------------------------------------------------------------- | ----------------- | ----------------- | -------------------------- | ---------------- | -------------------------- | -------------------------------------- |
| 1       | Jeudi, 21 h                                                      | 22                | 9 septembre 2010  | 3,57                       | 12 mai 2011      | 1,94                       | 2,61                                   |
| 2       | Vendredi, 20 h                                                   | 23                | 23 septembre 2011 | 1,85                       | 18 mai 2012      | 1,42                       | 1,54                                   |
| 3       | Vendredi, 21 h (épisodes 1 à 4) Vendredi, 20 h (épisodes 5 à 22) | 22                | 19 octobre 2012   | 0,95                       | 17 mai 2013      | 1,00                       | 1,13                                   |
| 4       | Vendredi, 21 h                                                   | 6                 | 22 novembre 2013  | 0,74                       | 27 décembre 2013 | 0,82                       | 0,77                                   |

### Critiques
- La série a reçu une note globale de 78 % critiques et 90 % spectateurs sur le site agrégateur de critiques Rotten Tomatoes, un score positif[38].
- La première saison a reçu des critiques positives sur le site agrégateur de critiques Rotten Tomatoes, recueillant 76 % de critiques positives, avec une note moyenne de 6,8/10 sur la base de 37 critiques collectées, lui permettant d'être certifiée fraîche par le site[39]. Sur Metacritic, elle a reçu des critiques positives avec un score de 67/100 sur la base de 28 critiques collectées[40].
- La troisième saison a reçu des critiques positives sur le site agrégateur de critiques Rotten Tomatoes, recueillant 80 % de critiques positives, avec une note moyenne de 8,4/10 sur la base de 5 critiques collectées[41].
- Les deuxième et quatrième saisons ne disposent pas de notes sur Rotten Tomatoes et Metacritic.

## Diffusion française
En France, la série a connu plusieurs changements de chaines à la suite de problèmes d’audiences. La première saison a d'abord été diffusée pour la première fois en France en deuxième partie de soirée sur la chaine TF1 entre le 4 janvier 2012 et le 14 mars 2012 mais à la suite des mauvaises audiences la chaine a décidé de déplacer la série sur une autre chaine de son groupe, NT1.
NT1 rediffusera en première partie de soirée la première saison à partir du 1er septembre 2012. Mais l’audience ne décollait toujours pas ; la série a donc été déplacée sur une autre chaine, TF6, comme la série Gossip Girl avant elle qui était également diffusée sur TF1 pour ses deux premières saisons puis déplacée sans succès sur NT1 avant d'arriver sur TF6. TF6 a rediffusé en première partie de soirée la première saison à partir du 1er avril 2013 puis enchainé avec la diffusion, pour la première fois en France, de la deuxième saison. Par la suite, toujours pour la première fois en France et en première partie de soirée, la troisième saison a été diffusée entre janvier et février 2013 et la quatrième et dernière saison entre le 14 et le 21 juin 2014.
Le 8 octobre 2014, TF1 a commencé à rediffuser la série à partir de la deuxième saison en troisième partie de soirée puis à partir de la troisième saison, dans la nuit. Mais le 1er avril 2015, après la diffusion de l'épisode 12 de la troisième saison, la chaine a cessé la rediffusion de la série sans explication.

## Récompenses et nominations

### Récompenses
- 2011 - Teen Choice Awards : Meilleur acteur dans une série d'action pour Shane West
- 2012 - IGN Summer Movie Awards : Meilleure série d'action

### Nominations
- 2010 - American Society of Cinematographers : Meilleur scénario dans une série dramatique pour David Stockton (épisode 1x01 : Femmes fatales)
- 2010 - IGN Summer Movie Awards : 
  - Meilleure nouvelle série télévisée
  - Meilleur héros de série pour Maggie Q
- 2011 - People's Choice Awards : Nouvelle série dramatique favorite
- 2011 - Emmy Awards : Meilleur montage sonore dans une série pour George Haddad (épisode 1x22 : La boîte de Pandore)
- 2011 - Teen Choice Awards :
  - Meilleure série d'action
  - Meilleure actrice dans une série d'action pour Maggie Q
  - Meilleure actrice dans une série d'action pour Lyndsy Fonseca
- 2011 - IGN Summer Movie Awards : 
  - Meilleur héros de série pour Maggie Q
  - Meilleur méchant de série pour Xander Berkeley
- 2012 - Teen Choice Awards : 
  - Meilleure série d'action
  - Meilleure actrice dans une série d'action pour Maggie Q
  - Meilleure actrice dans une série d'action pour Lyndsy Fonseca
  - Meilleur acteur dans une série d'action pour Shane West
- 2012 - IGN Summer Movie Awards :
  - Meilleure série d'action
  - Meilleur héros de série pour Maggie Q
  - Meilleur méchant de série pour Xander Berkeley
- 2013 - Teen Choice Awards : 
  - Meilleure série d'action
  - Meilleure actrice dans une série d'action pour Maggie Q
  - Meilleure actrice dans une série d'action pour Lyndsy Fonseca
  - Meilleur acteur dans une série d'action pour Shane West
- 2013 - IGN Summer Movie Awards : Meilleure série d'action
- 2013 - Emmy Awards : Meilleur montage sonore dans une série pour George Haddad (épisode 3x08 : Sans laisser de trace)
- 2013 - TV Guide Award : Ensemble d'acteurs favoris
- 2013 - Leo Awards : Meilleure direction dans une série dramatique pour Steven A. Adelson

## Sorties en DVD et Blu-ray
| Intitulé du coffret                         | Nombre d'épisodes | Dates de sortie     | Dates de sortie                     | Nombre de disques     | Société de distribution |
| Intitulé du coffret                         | Nombre d'épisodes | États-Unis (Zone 1) | France (Zone 2) (uniquement en DVD) | Nombre de disques     | Société de distribution |
| ------------------------------------------- | ----------------- | ------------------- | ----------------------------------- | --------------------- | ----------------------- |
| Nikita - L'intégrale de la première saison  | 22                | 30 août 2011        | 12 septembre 2012                   | 5 (DVD) 4 (Blu-ray)   | Warner Home Video       |
| Nikita - L'intégrale de la deuxième saison  | 23                | 2 octobre 2012      | 4 septembre 2013                    | 5 (DVD) 4 (Blu-ray)   | Warner Home Video       |
| Nikita - L'intégrale de la troisième saison | 22                | 22 octobre 2013     | 26 mars 2014                        | 5 (DVD) 4 (Blu-ray)   | Warner Home Video       |
| Nikita - L'intégrale de la quatrième saison | 6                 | 20 mai 2014         | 12 novembre 2014                    | 2 (DVD) 1 (Blu-ray)   | Warner Home Video       |
| Nikita - L'intégrale de la série            | 73                | 12 mai 2015         | 12 novembre 2014                    | 17 (DVD) 13 (Blu-ray) | Warner Home Video       |